# بولات جان
بولات جان و(بالكردية: Polat Can)‏ و(بالكردية: پۆلات جان)‏ من مواليد 20 أذار 1980 بمدينة عين العرب في سوريا. كاتب وصحفي وقيادي في وحدات حماية الشعب الكردية. بصفة ناطق إعلامي باسم الوحدات وممثل لوحدات حماية الشعب في التحالف الدولي لمحاربة الإرهاب. وكبير مستشاري قوات سوريا الديمقراطية.

## أعماله في الصحافة
عمل فيما مضى في المؤسسات التالية: محرراً في مجلة الاتحاد الحر في العراق. مدير تحرير جريدة ميزوبوتاميا الصادرة باللغة الأرمنية في القوقاز. مدير موقع ميزوبوتاميا أونلاين. مستشار إعلامي. رئيس تحرير مجلة الشرق الأوسط الديمقراطي في بغداد. عمل مراسلاً لوكالة ميزوبوتاميا للأنباء. ورئيس تحرير مجلة دفاع الشعب وعضو إدارة مركز الإعلام والاتصال... وناشطاً ضمن حركة الشبيبة الديمقراطية أثناء انطلاق الثورة السورية، المشرف العام على أكاديمية مظلوم دوغان للطلبة الجامعيين ومحاضراً فيها. ومنسقاً عاماً لـ كونفدرسيون الطلبة الكرد الوطنيين.

## جوائزه
حصل على درع تكريم لنضاله لأجل الحرية وحقوق الشعب الكردي من منظمة هاوار الإنسانية 2016
بولات جان هو ممثل وحدات حماية الشعب في التحالفي الدولي لمحاربة الإرهاب